# 單立文
單立文（英語：Pal Sinn Lap Man，1959年3月17日—），香港男演員、節目主持和音樂人，現為無綫電視基本藝人合約藝員及伯樂音樂學院流行音樂演奏系導師。另外，單立文的左耳有耳環。亦因經常在電視劇中飾演反派而有「終極奸人」及「西門慶」的稱號。

## 背景

### 早年生活
單立文祖籍廣東省廣州市增城，家有二姊二弟，小時候因父親是警署警長（於1970年代另組家庭收以致家庭關係破裂）關係，而在香港不同地區的警署宿舍如觀塘警署和油麻地警署居住，其中以居於九龍醫院附近的高級公務員警察宿舍時間較長。他童年時代經常到京士柏一帶，即鄰近昔日亞皆老街軍營和英皇佐治五世學校後山戰壕裡遊玩。他學習資質不錯，但基於懶惰而沒有考取優良成績，且又自覺課堂教學內容不太有用，所以轉向其他方面發展。
單立文在1970年畢業於九龍塘學校（小學部），後於1975年畢業在龍翔官立工業中學中五年級（該校首屆中五畢業校友）。他的父親在其年少時期拋妻棄子，所以作為家中長子，要求自己做個負責任的好男人。

### 音樂發展
單立文在音樂範疇頗有天分，主要受父親聽古典音樂唱片，母親接觸舞蹈音樂，大姊彈鋼琴和二姊跳芭蕾舞所薰陶。後來他在音樂店舖中認識了搖滾樂友，亦在旺角樓上琴行內聽過「細 AL」楊雲驃（玉石樂隊成員）教授的一節樂理課。他讀書時已開始玩主音結他，並經常在周末到同學家人於旺角開設的唱片舖裡，當唱片騎師播歌，吸收了很多英國音樂，尚未中學畢業前已經參與樂隊演出，在灣仔分域街及駱克道一帶的酒吧表演，輾轉於1975年至1979年間於尖沙咀及銅鑼灣的酒吧表演兼與黃良昇組成了樂隊「Sunkiss」。他只加入了「Sunkiss」一段時間便基於與其他成員不和而離開，在黃良昇介紹下認識了徐日勤，開始於舞廳跟隨徐氏學習看樂譜，同時在該處任職。未幾再獲黃良昇介紹轉到尖沙咀美輪大酒店（九龍酒店舊址）與夏韶聲參與樂隊商演，同期簽約金音符唱片公司推出唱片。
至1983年，單立文計劃另組樂隊，於是跟唐龍、黃良昇及蘇德華組成一支新樂隊。當時鍾定一為了協助他們籌備新唱片，遂建議他們為樂隊取名「Chyna」（唐龍擔心政治敏感問題，故提議把「China」改成「Chyna」），並由單立文負責擔任低音吉他手；當中《Within You'll Remain》一曲迄今已有7種語言、15個版本，曾獲新加坡樂隊 Tokyo Square 翻唱和改編成徐小鳳的粵語歌曲《一臉紅霞》；同年5月受蓮花樂隊的周華年賞識，有份擔任《總督許冠傑演唱會》其中一位樂手。
1987年，單立文與黃良昇、蘇德華再組成另一樂團「藍戰士（Blue Jeans）」，繼續擔任低音吉他手，直至1990年中黃良昇決定解散藍戰士，之後大部分蘇德華編曲的作品，都不再由他演奏低音結他，而是由林志宏負責。他跟 Beyond 的主音歌手黄家驹分属好友，在其陷入深度昏迷到臨終前曾設法喚醒，而黃家駒死訊也是經他傳到香港新聞界。
90年樂隊決定解散，豹哥專心幕後的音樂發展，曾是張國榮、梅艷芳、徐小鳳等人的御用音樂師，亦不斷參與唱片製作、作曲、編曲、配樂等工作，曾為王傑、許冠傑、金城武、陳慧琳、黎明、盧巧音、陳奕迅、張敬軒、衛蘭等人合作，其中曾為黎明包辦曲詞創作《最後的戀愛》。
2015年，他於訪談節目《今晚睇李》担任「Palwerful Band」的隊長及低音结他手，2016年1月13、14日在伊利沙伯體育館舉行《今晚豹制李》演唱會。2018年，他再連同夏韶聲、黃貫中、鄧建明及恭碩良以組合「Hong Kong Band」身份在香港體育館舉行兩場演唱會，受到觀眾歡迎，隨後到雲頂雲星劇場公演。

### 影視發展
1980年代，從沒接受正統戲劇訓練的單立文在藍戰士时期曾客串《都市方程式》及《霸王女福星》，1990年藍戰士解散後，開始參與演出多齣電影和劇集。1987年，蔡瀾找他吃飯，期間帶醉多次提及一些妖怪鬥法的情節，令他以為邀約拍攝打妖精或武俠之類的影片，至簽約後拿到劇本才知道三部都是三級電影，但堅持每次演出均要穿著三角褲（包括其他三級片），讓對戲演員不會難堪和感到尷尬，而在其一作品《潘金蓮之前世今生》中，飾演「西門慶」一角獲提名第九屆香港電影金像獎「最佳新演員」。1990年藍戰士解散後，他於同年8月被王晶相中接拍《賭俠》，憑「侯賽因（台譯：海珊）」一角使他開始為人熟悉。1993年，他因被傳媒多次捏造新聞，指自己拍攝過多三級片導致不育，壓力太大而選擇離開影圈，加入香港無綫電視，且分別在《恨鎖金瓶》及1996年《新金瓶梅》系列內再度飾演「西門慶」，故被稱爲『西門慶專業戶』。其後持續演出電影和劇集，直到2004年才淡出銀幕，潛心研究音樂。此前他在1990年代末透過呂方認識雷頌德，且為其樂隊「Dry」製作歌曲。另一方面曾獲陳少寶賞識簽約「非池中製作室」，與江希文組成音樂組合出道，最後沒有成事。
2010年，單立文重返無綫電視，擔任該台歌唱節目《超級巨聲》評判，但於2011年加盟 now TV 和主持綜藝節目《撳錢》。2012年，他又重返無綫電視，拍攝多部電視劇，2014年首度獲提名《萬千星輝頒獎典禮2014》「最佳男配角」；2015、2016年曾於香港理工大學賽馬會綜藝館及新光戲院大劇場演出舞台剧《嬉春酒店》和《羅生門》，並再次獲提名《萬千星輝頒獎典禮2016》「最佳男配角」。另外，他是無綫電視監製林志華的常用演員；2017年成為處境劇《愛·回家之開心速遞》的常駐角色。

## 感情生活
單立文與胡蓓蔚於1996年年底開始交往，2008年結婚。

## 演出作品

### 電視劇（無綫電視）
| 首播       | 劇名              | 角色                               |
| 1988年     | 都市方程式        | 阿 狗（第25集）                    |
| 1994年     | 千歲情人          | 盛世秦（嬴戰）                     |
| 1994年     | 恨鎖金瓶          | 西門慶                             |
| 1995年     | 刑事偵緝檔案II    | 沈朗維（Julian）                   |
| 1997年     | 迷離檔案          | 陳 波（李子超）                    |
| 1997年     | 大鬧廣昌隆        | 王天靈（天靈大師）                 |
| 1999年     | 刑事偵緝檔案IV    | 徐意志（CYC）                      |
| 1999年     | 布袋和尚          | 割肉和尚（慈航）                   |
| 2000年     | 陀槍師姐II        | 張叔明（James）                    |
| 2002年     | 法網伊人          | 袁家俊                             |
| 2004年     | 廉政行動2004      | 霍華標                             |
| 2004年     | 下一站彩虹        | 羅祖耀（Mario）                    |
| 2004年     | 一屋兩家三姓人    | 高志修（Michael）                  |
| 2010年     | 情人眼裏高一D     | 評 判                              |
| 2013年     | 熟男有惑          | 藍爵士（Jazz）                     |
| 2013年     | 衝上雲霄II        | 景家駿（Adrian）                   |
| 2014年     | 女人俱樂部        | 叻 叻                              |
| 2014年     | 點金勝手          | 黃正華（Ken）                      |
| 2014年     | 再戰明天          | 葉世響（響哥）                     |
| 2014年     | 飛虎II            | Loot Lat                           |
| 2015年     | 東坡家事          | 王安石                             |
| 2015年     | 實習天使          | 唐日俊                             |
| 2016年     | EU超時任務        | 陳勁威                             |
| 2016年     | 流氓皇帝          | 車大炮 ／ 申直腳也                 |
| 2017年至今 | 愛·回家之開心速遞 | 熊樹仁（仁哥）拉柴（第1763集分飾） |
| 2017年     | 財神駕到          | 王百萬 ／ 王一仙                   |
| 2017年     | 乘勝狙擊          | 霍駿昇                             |
| 2017年     | 踩過界            | 戴德仁（T.Y.）                     |
| 2019年     | 牛下女高音        | 合唱團成員                         |
| 2021年     | 失憶24小時        | 蔣 龍（龍哥）                      |

### 電視劇（香港電台電視部）
| 首播   | 劇名       | 角色                       |
| 2009年 | 論盡一家人 | Joe 叔叔（單元：未完的歌） |
| 2010年 | 證義搜查線 | 馬君寶                     |
| 2010年 | 火速救兵   | 危樓住客                   |
| 2011年 | 一屋住家人 | 漢 哥（單元：強拍自拍）    |

### 綜藝節目（無綫電視）
| 首播        | 節目名                     | 備註                                        |
| 無綫生活台  |                            |                                             |
| 2009年      | 星級廚房                   | 嘉賓                                        |
| 翡翠台      |                            |                                             |
| 1988年      | 零時話風情                 | 第6集嘉賓                                   |
| 1988年      | 週末夜遊人                 | 第12集嘉賓                                  |
| 1990年      | 娛樂專門店                 | 第10集嘉賓                                  |
| 1994年      | 愛情公開學院               | 第4集嘉賓                                   |
| 2010年      | 超級巨聲2                  | 評審嘉賓                                    |
| 2011年      | 心有靈犀                   | 第3集嘉賓                                   |
| 2012年      | 登登登對                   | 第7、8集嘉賓                                |
| 2012年      | 五覺大戰                   | 第7集嘉賓                                   |
| 2012年      | 700萬人的數字              | 第7、8集嘉賓                                |
| 2012年      | 今日VIP                    | 10月17日嘉賓                                |
| 2013年      | 滿Fun情趣鬥登對            | 第1集嘉賓                                   |
| 2013年      | 玩嘢王                     | 第6集嘉賓                                   |
| 2013年      | 今日VIP                    | 6月17日嘉賓                                 |
| 2013年      | 超級無敵獎門人 終極篇      | 第5、19、30、31集嘉賓                       |
| 2013年      | 星夢傳奇                   | 第4集嘉賓（與鄭俊弘合唱）                   |
| 2013年      | 寵愛wakaka                 | 第2集嘉賓                                   |
| 2014年      | 今日VIP                    | 2月14日嘉賓                                 |
| 2015年      | 今晚睇李                   | 主持                                        |
| 2015年      | 一綫娛樂                   | 第7、11、13、16、30、45集嘉賓               |
| 2015年      | 閨密教煮                   | 第6集嘉賓                                   |
| 2015年      | 勁歌金曲                   | 嘉賓（以Palwerful Band 身分與李思捷上節目） |
| 2015年      | 今日VIP                    | 3月6日嘉賓                                  |
| 2016年      | 為食3姊妹                  | 第1集嘉賓                                   |
| 2016年      | Do姐有問題                 | 第4集嘉賓                                   |
| 2016年      | Sunday好戲王               | 第9集嘉賓                                   |
| 2016年      | 男人食堂                   | 第4、17集嘉賓                               |
| 2016年      | 今日VIPet                  | 主持                                        |
| 2016年      | 你健康嗎？                 | 第二輯 第3集嘉賓                            |
| 2017年      | 關你家事                   | 第15集嘉賓                                  |
| 2017年      | 群星拱照big big channel    | 嘉賓                                        |
| 2017年      | 粵講粵㜺鬼                 | 第三輯 第9集嘉賓                            |
| 2017年      | 使徒行者 臥底遊戲          | 演出嘉賓（飾演 戴炮）                       |
| 2017年      | 街市遊樂團                 | 第三輯 第8集嘉賓                            |
| 2017年      | 歡樂滿東華 2017            | 演出嘉賓                                    |
| 2018年      | 人生有幾多個福祿壽         | 嘉賓                                        |
| 2018年      | Do姐有問題                 | 第二輯 第21集嘉賓                           |
| 2018年      | 美女廚房                   | 第6集嘉賓                                   |
| 2018年      | TVB 50+1再出發節目巡禮2019 | 嘉賓                                        |
| 2019年      | 香港唱好演唱會             | 演出嘉賓                                    |
| 2020年      | 天天開運王                 | 第21集嘉賓                                  |
| 2020年      | Do姐有問題                 | 第四輯 第14集嘉賓                           |
| 2021年      | 勁歌金曲 懷念唐奕聰        | 演出嘉賓                                    |
| 2021年      | 大整蠱                     | 演出第4集                                   |
| 2021年      | 勁歌金曲                   | 評審嘉賓                                    |
| 2022年      | 開心無敵獎門人             | 第2集嘉賓                                   |
| 2022-2023年 | 中年好聲音                 | 評審                                        |

### 綜藝節目（其他）
| 首播      | 節目名     | 備註          |
| now 101台 |            |               |
| 2011年    | 撳錢       | 主持          |
| 2011年    | 一個地球   | 第6 - 8集嘉賓 |
| 香港電台  |            |               |
| 2012年    | 音樂動起來 | 主持          |

### 電影
| 首映   | 電影名                     | 角色              |
| 1986年 | 霸王女福星                 |                   |
| 1987年 | 聊齋艷譚                   | 吳 明（五通神）   |
| 1988年 | 金裝大酒店                 |                   |
| 1989年 | 急凍奇俠                   |                   |
| 1990年 | 潘金蓮之前世今生           | 西門慶            |
| 1990年 | 起尾注                     | 生                |
| 1990年 | 賭俠                       | （海珊）          |
| 1990年 | 猛鬼霸王花                 |                   |
| 1990年 | 望夫成龍                   | Pal               |
| 1990年 | 阿嬰                       |                   |
| 1990年 | 搶閘孖孖星                 |                   |
| 1991年 | 與龍共舞                   | 史公子            |
| 1991年 | 夜生活女王霞姐傳奇         | Alan仔            |
| 1991年 | 竹夫人                     |                   |
| 1991年 | 金瓶風月                   | 西門慶            |
| 1991年 | （《衛斯理之老貓》日本版） | 王Sir（王警部）   |
| 1992年 | 半妖乳娘                   |                   |
| 1992年 | 素女經之挑情寶鑑           |                   |
| 1993年 | 聖女的慾望                 |                   |
| 1993年 | 水滸傳之英雄本色           | 高衙內            |
| 1993年 | 獄鳳2                      |                   |
| 1993年 | 城市獵人                   | 大 腳（惠香表哥） |
| 1993年 | 獄鳳                       |                   |
| 1994年 | 少女潘金蓮                 | 武 松、西門慶     |
| 1994年 | 珠光寶氣                   |                   |
| 1994年 | 沉默的姑娘                 | Pal               |
| 1994年 | 火雲傳奇                   | 王 爺             |
| 1994年 | 終極獵殺                   | 抽 筋             |
| 1995年 | 無敵反斗星                 |                   |
| 1995年 | 新金瓶梅第一卷             | 西門慶            |
| 1995年 | 新金瓶梅第二卷             | 西門慶            |
| 1995年 | 新金瓶梅第三卷             | 西門慶            |
| 1995年 | 新金瓶梅第四卷             | 西門慶            |
| 1995年 | 新金瓶梅第五卷             | 西門慶            |
| 1997年 | 賊至尊（無綫電視電影）     |                   |
| 2001年 | 遠走高飛                   |                   |
| 2001年 | 殺出個未來                 | 雷 堅             |
| 2004年 | 婚前殺行為                 |                   |
| 2007年 | 出埃及記                   | 張芳父親          |
| 2010年 | 維多利亞壹號               | 8A 男戶主         |
| 2010年 | 為你鍾情                   | 國 強（中年）     |
| 2011年 | 算吧啦，老豆！             |                   |
| 2011年 | 喜愛夜蒲                   | 阿 公             |
| 2012年 | 第6誡                      | 葉計歡            |
| 2012年 | 聽風者                     | 羅三耳（程剛）    |
| 2013年 | 古惑仔：江湖新秩序         | 蔣天生            |
| 2014年 | 香港仔                     | 邱健章診所男同事  |
| 2015年 | 鴨王                       | Abson             |
| 2015年 | 王家欣                     | 吉他手王家欣      |
| 2024年 | 红毯先生                   | 劉偉馳經理人      |

### 舞台劇
| 首演               | 劇名     | 角色   | 備註                     |
| 2015年3月20 - 29日 | 嬉春酒店 | 陶花琿 | 香港理工大學賽馬會綜藝館 |
| 2016年1月29 - 31日 | 羅生門   | 武 士  | 新光戲院大劇場           |
| 2016年1月29 - 31日 | 羅生門   | 小 偷  | 新光戲院大劇場           |
| 2016年1月29 - 31日 | 羅生門   | 衙 差  | 新光戲院大劇場           |
| 2016年1月29 - 31日 | 羅生門   | 巫 師  | 新光戲院大劇場           |

### 演唱會
| 日期              | 演唱會名                                 | 備註                                                      |
| 2016年1月13、14日 | 《今晚豹制李》演唱會                     | 演出（Palwerful Band）；伊利沙伯體育館                    |
| 2018年6月7、8日   | 《HONG KONG BAND 搖滾大俠奏 2018》演唱會 | 演出（與夏韶聲、黃貫中、鄧建明及恭碩良）； 紅磡香港體育館 |
| 2018年10月6日     | 《HONG KONG BAND 搖滾大俠奏 2018》演唱會 | 演出（與夏韶聲、黃貫中、鄧建明及恭碩良）； 雲頂雲星劇場   |

### 電台節目
| 日期                   | 節目名   | 備註 |
| 商業電台雷霆881叱咤903 |          |      |
| 2013年6月17日          | 1圈圈    | 嘉賓 |
| 2014年10月21日         | 1圈圈    | 嘉賓 |
| 2018年5月11、12日      | 光明頂   | 嘉賓 |
| 2018年5月23日          | 1圈圈    | 嘉賓 |
| 香港電台第二台         |          |      |
| 2014年11月3日          | 守下留情 | 嘉賓 |

### 音樂錄像
- 1989年 甄妮 - 紅唇綠酒

### 廣告
| 年份   | 產品                                                                     |
| 1985年 | 富士膠片                                                                 |
| 2013年 | 香港吸煙與健康委員會「仲等？即刻戒煙！ - 豹哥與細路篇」                  |
| 2013年 | 香港吸煙與健康委員會「仲等？即刻戒煙！ - 豹哥怕死篇」                    |
| 2014年 | 香港吸煙與健康委員會「仲等？即刻戒煙！ - 豹哥與小女孩篇」                |
| 2015年 | 獅王通渠佬                                                               |
| 2015年 | 香港吸煙與健康委員會「藝人單立文成功戒煙故事」                           |
| 2015年 | 香港吸煙與健康委員會「戒煙·世界返晒嚟」                                  |
| 2015年 | 香港吸煙與健康委員會「豹哥與戒煙大贏家」                                 |
| 2015年 | 香港吸煙與健康委員會「搵個理由 開始戒煙」                                |
| 2015年 | 香港吸煙與健康委員會「幫佢搵個理由 開始戒煙」                            |
| 2015年 | 雅虎香港「一日都係 YAHOO！ mobile」                                      |
| 2016年 | 鈣思健 D3 咀嚼鈣片「豹哥豹嫂話您知：鈣片是要咀嚼的」（與胡蓓蔚合作）     |
| 2017年 | 康業信貸快遞「What is Money？」                                          |
| 2018年 | 鈣思健 D3 兒童咀嚼鈣片「豹哥豹嫂話您知：鈣片是要咀嚼的」（與胡蓓蔚合作） |
| 2018年 | 星展銀行「實現年金計劃 - 星展豐盛理財」（與胡蓓蔚合作）                  |
| 2018年 | 勞工處「工傷要呈報 盡責老闆做得到」                                      |
| 2018年 | 平和基金「戒賭，呢鋪贏硬！」                                             |
| 2019年 | 鈣思健 D3 咀嚼鈣片「易吸收同時建造，𡁻出陽光骨骼」（與胡蓓蔚合作）       |
| 2020年 | 彌可保 活性 B12 維他命營養素「現在，讓我守護您」                         |
| 2021年 | 葛蘭素史克「生蛇之痛感體驗 - 切勿以身試痛」                              |
| 2022年 | 衞生防護中心「大腸癌篩查計劃 50 - 75歲」（與胡蓓蔚合作）                 |

## 音樂作品

### 劇集歌曲
| 年份   | 歌曲     | 備註                                 |
| 2013年 | 半生熟男 | 與郭晉安、李思捷及曹永廉合唱         |
| 2013年 | 我是偶像 | 主唱、作曲、填詞、編曲、監製         |
| 2017年 | 財神駕到 | 與黎耀祥、樊奕敏、何廣沛及傅嘉莉合唱 |
| 2019年 | 開心速遞 | 《愛·回家之開心速遞》第三代主題曲    |

### 原創曲詞
| 年份   | 歌手   | 歌曲與專輯                               |
| 1989年 | 彭家麗 | 獨行的白雲（《再見十九歲》）             |
| 1993年 | 李克勤 | 英雄故事（《一生想您》）                 |
| 1994年 | 黎明   | 最後的戀愛（《天地情緣》）               |
| 1995年 | 周慧敏 | 要你喜歡我（《多一點愛戀》）             |
| 1995年 | 黎明   | 原諒我（《夢、追踪》）                   |
| 1997年 | 胡蓓蔚 | 滿天飛、為什麼、全因你（《就係》）       |
| 1997年 | 陳慧琳 | 這是誰、迷離夜雨（《星夢情真》）         |
| 1997年 | 陳慧琳 | 眼淚飄到很遠、離開（《一齣戲》）         |
| 1999年 | 陳慧琳 | 錯過了（《真感覺》）                     |
| 1999年 | 陳慧琳 | 沒緣？沒了...（《繼續愛我》）            |
| 2003年 | Twins  | Beautiful Day（《Evolution》）           |
| 2007年 | 張敬軒 | 悔過詩（《酷愛》）                       |
| 2007年 | 胡蓓蔚 | 算了吧（《Don't Think Just Do》）        |
| 2009年 | 古巨基 | I have a dream（《You Talkin' To Me?》） |

## 曾獲獎項與提名
| 年份   | 頒獎典禮             | 獎項                      | 作品                  | 結果     |
| ------ | -------------------- | ------------------------- | --------------------- | -------- |
| 1990年 | 第9屆香港電影金像獎  | 最佳新演员                | 《潘金莲之前世今生》  | 提名     |
| 2014年 | 萬千星輝頒獎典禮2014 | 最佳男配角                | 《再戰明天》          | 提名     |
| 2016年 | 萬千星輝頒獎典禮2016 | 最佳男配角                | 《EU超時任務》        | 提名     |
| 2017年 | 萬千星輝頒獎典禮2017 | 最受歡迎劇集歌曲          | 《財神駕到》          | 提名     |
| 2018年 | 萬千星輝頒獎典禮2018 | 新加坡最喜愛 TVB 男主角   | 《愛·回家之開心速遞》 | 提名     |
| 2018年 | 萬千星輝頒獎典禮2018 | 馬來西亞最喜愛 TVB 男主角 | 《愛·回家之開心速遞》 | 提名     |
| 2021年 | 萬千星輝頒獎典禮2021 | 最受歡迎電視男角色        | 《愛·回家之開心速遞》 | 提名     |
| 2021年 | 萬千星輝頒獎典禮2021 | 最佳男配角                | 《愛·回家之開心速遞》 | 最後十強 |
| 2023年 | 萬千星輝頒獎典禮2023 | 最佳男主角                | 《愛·回家之開心速遞》 | 最後十強 |
| 2023年 | 萬千星輝頒獎典禮2023 | 大灣區最喜愛 TVB 男主角   | 《愛·回家之開心速遞》 | 提名     |

## 外部連結
- 單立文的新浪微博
- 單立文的Facebook專頁
- 單立文的Instagram帳戶
- 單立文在香港影庫上的簡介